# Pompiac
Pompiac är en kommun i departementet Gers i regionen Occitanien i sydvästra Frankrike. Kommunen ligger i kantonen Samatan som tillhör arrondissementet Auch. År 2022 hade Pompiac 207 invånare.

## Befolkningsutveckling
Antalet invånare i kommunen Pompiac
Referens:INSEE